# Itajubá
Itajubá este un oraș în Minas Gerais (MG), Brazilia.